# Episodi di Lie to Me (terza stagione)
La terza e ultima stagione della serie televisiva Lie to Me è stata trasmessa in prima visione negli Stati Uniti d'America da Fox dal 4 ottobre 2010 al 31 gennaio 2011.
In Italia la stagione è stata trasmessa in prima visione satellitare da Fox dal 14 marzo al 6 giugno 2011; la programmazione in chiaro ha debuttato su Rete 4 il 17 gennaio 2012, per proseguire dal sesto episodio su TOP Crime dal 7 giugno 2013.
| nº | Titolo originale  | Titolo italiano                   | Prima TV USA     | Prima TV Italia |
| -- | ----------------- | --------------------------------- | ---------------- | --------------- |
| 1  | In the Red        | La rapina                         | 4 ottobre 2010   | 14 marzo 2011   |
| 2  | The Royal We      | Il circo dei mostri               | 11 ottobre 2010  | 21 marzo 2011   |
| 3  | Dirty Loyal       | Il prezzo della lealtà            | 18 ottobre 2010  | 28 marzo 2011   |
| 4  | Double Blind      | Rapina al museo                   | 25 ottobre 2010  | 4 aprile 2011   |
| 5  | The Canary's Song | Il canto del canarino             | 8 novembre 2010  | 11 aprile 2011  |
| 6  | Beyond Belief     | La scienza della riprogrammazione | 15 novembre 2010 | 18 aprile 2011  |
| 7  | Veronica          | Veronica                          | 22 novembre 2010 | 25 aprile 2011  |
| 8  | Smoked            | L'esecuzione                      | 29 novembre 2010 | 2 maggio 2011   |
| 9  | Funhouse          | Allucinazioni                     | 3 gennaio 2011   | 9 maggio 2011   |
| 10 | Rebound           | Seduttore seriale                 | 10 gennaio 2011  | 16 maggio 2011  |
| 11 | Saved             | Gli incidenti                     | 17 gennaio 2011  | 23 maggio 2011  |
| 12 | Gone              | La bambina rapita                 | 24 gennaio 2011  | 30 maggio 2011  |
| 13 | Killer App        | L'applicazione killer             | 31 gennaio 2011  | 6 giugno 2011   |

## La rapina
- Titolo originale: In the Red
- Diretto da: Daniel Sackheim
- Scritto da: Alexander Cary e David Graziano

### Trama
Cal Lightman mette in campo tutto il suo talento nel tentativo di fermare un uomo che, in cerca di vendetta, ha deciso di rapinare una banca.
- Ascolti USA: telespettatori 5 856 000 – share 5%[3]

## Il circo dei mostri
- Titolo originale: The Royal We
- Diretto da: Michael Zinberg
- Scritto da: David Ehrman

### Trama
Cal intravede in una giovane Miss America degli intenti suicidi e autolesionistici, e fa di tutto per aiutarla, nonostante la riluttanza della madre della ragazza.
- Ascolti USA: telespettatori 5 437 000 – share 5%[4]

## Il prezzo della lealtà
- Titolo originale: Dirty Loyal
- Diretto da: Michelle Maxwell MacLaren
- Scritto da: Samuel Baum

### Trama
Cal è costretto a indagare sul detective Wallowsky, donna che sta frequentando in quel momento, e soprattutto sul collega di lei, il detective Farr. I due sembrano avere legami con dei giovani appartenenti a una banda di ispanici. Il caso si complica quando Wallowsky viene accusata dell'omicidio di uno dei membri della gang.
- Ascolti USA: telespettatori 5 619 000 – share 5%[5]

## Rapina al museo
- Titolo originale: Double Blind
- Diretto da: David Platt
- Scritto da: Dailyn Rodriguez

### Trama
La professionalità del Lightman Group viene messa a dura prova quando un'avvenente donna bella e affascinante riesce a mentire a Cal, seducendolo e facendogli arrestare l'ex,  con l'intenzione di rubare una scultura in un museo.
- Ascolti USA: telespettatori 4 260 000 – share 4%[6]

## Il canto del canarino
- Titolo originale: The Canary's Song
- Diretto da: Seith Mann
- Scritto da: Samantha Corbin-Miller

### Trama
Il caporeparto di una miniera muore misteriosamente e il dottor Lightman indaga sui presunti colpevoli, gli operai insoddisfatti che lavoravano per lui. Nel frattempo Gillian e Torres devono togliere dai guai con l'FBI Cal, dopo esser stato visto partecipare ad una partita di poker tra gangster.
Grazie all'aiuto di Loker, Cal riuscirà a smascherare il colpevole e a risolvere la situazione, mentre Gillian e Torres a loro volta riusciranno a toglierlo dai guai con l'FBI.
Quando Cal ritorna in ufficio, a tarda notte, trova Ria addormentata e Gillian sulla terrazza, ubriaca, che riuscirà a fargli dire finalmente "grazie" per averlo levato dai guai. I due si abbracciano e l'episodio si chiude con un primo piano dei due, i cui visi sono a pochi centimetri di distanza.
- Ascolti USA: telespettatori 5 230 000 – share 5%[7]

## La scienza della riprogrammazione
- Titolo originale: Beyond Belief
- Diretto da: Emile Levisetti
- Scritto da: Timothy J. Lea

### Trama
Cal accetta la richiesta di aiuto da parte di una ragazza la cui madre si è miracolosamente salvata ad un tentativo di suicidio. Il gruppo scoprirà che la madre fa parte, in qualità di adepta, di una organizzazione no-profit volta a "riprogrammare" la mente e l'anima degli adepti. Cal prenderà di mira proprio il capo dell'organizzazione, che sembra approfittare della sua posizione di potere per soggiogare le giovani menti fragili che lo circondano.
- Ascolti USA: telespettatori 5 943 000 – share 5%[8]

## Veronica
- Titolo originale: Veronica
- Diretto da: Michael Nankin
- Scritto da: Ethan Drogin

### Trama
Una donna terrorizzata di nome Veronica si imbatte nel dottor Lightman sostenendo che un certo Charlie vuole ucciderla. Il team scopre che la donna è fuggita da una casa di riposo ed è affetta dal morbo di Alzheimer. Scavando nel passato di Veronica si scoprirà che Charlie è stato il fidanzato della donna in giovane età ma in realtà c'è qualcun altro che vuole ucciderla.
- Ascolti USA: telespettatori 5 630 000 – share 5%[9]
- Guest star: Annette O'Toole (Veronica)

## L'esecuzione
- Titolo originale: Smoked
- Diretto da: Kate Woods
- Scritto da: David Slack

### Trama
Una ragazza, futura ereditiera di un ristorante, viene uccisa da due malviventi a volto coperto nel suo locale. Il detective Wallowsky chiede l'aiuto di Lightman sostenendo di non credere ad una rapina finita male in quanto conosceva la vittima e la sua famiglia.

## Allucinazioni
- Titolo originale: Funhouse
- Diretto da: Daniel Sackheim
- Scritto da: Jameal Turner

### Trama
Un'amica di Emily crede che il padre, rinchiuso in una lussuosa clinica psichiatrica, non riceva le adeguate cure oltre che a non avere miglioramenti. Lightman accetta, ma non affronterà il caso con la lucidità di sempre; dopo esser stato drogato a sua insaputa, da un medico della clinica, il dottor Lightman, incontrerà sua madre morta da tempo.

## Seduttore seriale
- Titolo originale: Rebound
- Diretto da: John Polson
- Scritto da: David Ehrman e Kevin Fox

### Trama
Un ragazzino trova in casa sua una valigia piena di soldi di proprietà del nuovo compagno della madre; Preoccupato di vederla soffrire si rivolge al Lightman Group per scoprire chi è veramente quest'uomo.

## Gli incidenti
- Titolo originale: Saved
- Diretto da: Michael Offer
- Scritto da: Samantha Corbin-Miller e Dailyn Rodriguez

### Trama
Un ragazzo, giovane promessa del baseball, muore in un incidente stradale. Vista la popolarità della giovane vittima il sostituto procuratore incrimina il ragazzo alla guida dell'altro veicolo di omicidio colposo. Il dottor Lightman scoprirà che l'incidente non è stato del tutto casuale.

## La bambina rapita
- titolo originale: Gone
- Diretto da: Adam Arkin
- Scritto da: Timothy J. Lea

### Trama
Il Lightman group indaga sul caso di una bambina di pochi mesi rapita. Visionando le interviste rilasciate dai genitori alle emittenti televisive il gruppo scoprirà che per risolvere il caso bisogna cominciare dai genitori stessi.

## L'applicazione killer
- Titolo originale: Killer App
- Diretto da: Vahan Moosekian
- Scritto da: David Slack

### Trama
Il Lightman Group indaga sugli affari di un giovane programmatore di software neomiliardario. Il dottor Lightman si interessa al caso non appena viene trovata morta una ragazza alla quale Gillian era molto legata.
Lightman e Foster continuano imperterriti ad indagare, finché trovano il colpevole: il suo collega e amico, il programmatore di software neomiliardario.
Per vendicarsi riescono a farlo rinchiudere in un centro psichiatrico, e Gillian decide di sfruttare la sua posizione di rinomata psicologa per non dargli mai pace. Oltre ai suoi preziosissimi soldi, è destinato a perdere anche la mente.
Quando Cal torna a casa ritrova Emily, depressa per la rottura con Liam. Questo infatti non crede nel sesso prima del matrimonio, motivo per cui viene lasciato dalla ragazza.
La conversazione verterà poi sulla relazione fra Gill e Cal, quando Emily gli chiede se sia innamorato della donna.
L'uomo ammette i suoi sentimenti per la collega e, quando la figlia gli domanda cosa stia aspettando risponde con la frase "a questa domanda non so rispondere tesoro".
- Ascolti USA: telespettatori 7 060 000 – share 7%[9]